# Très belles heures du duc de Berry

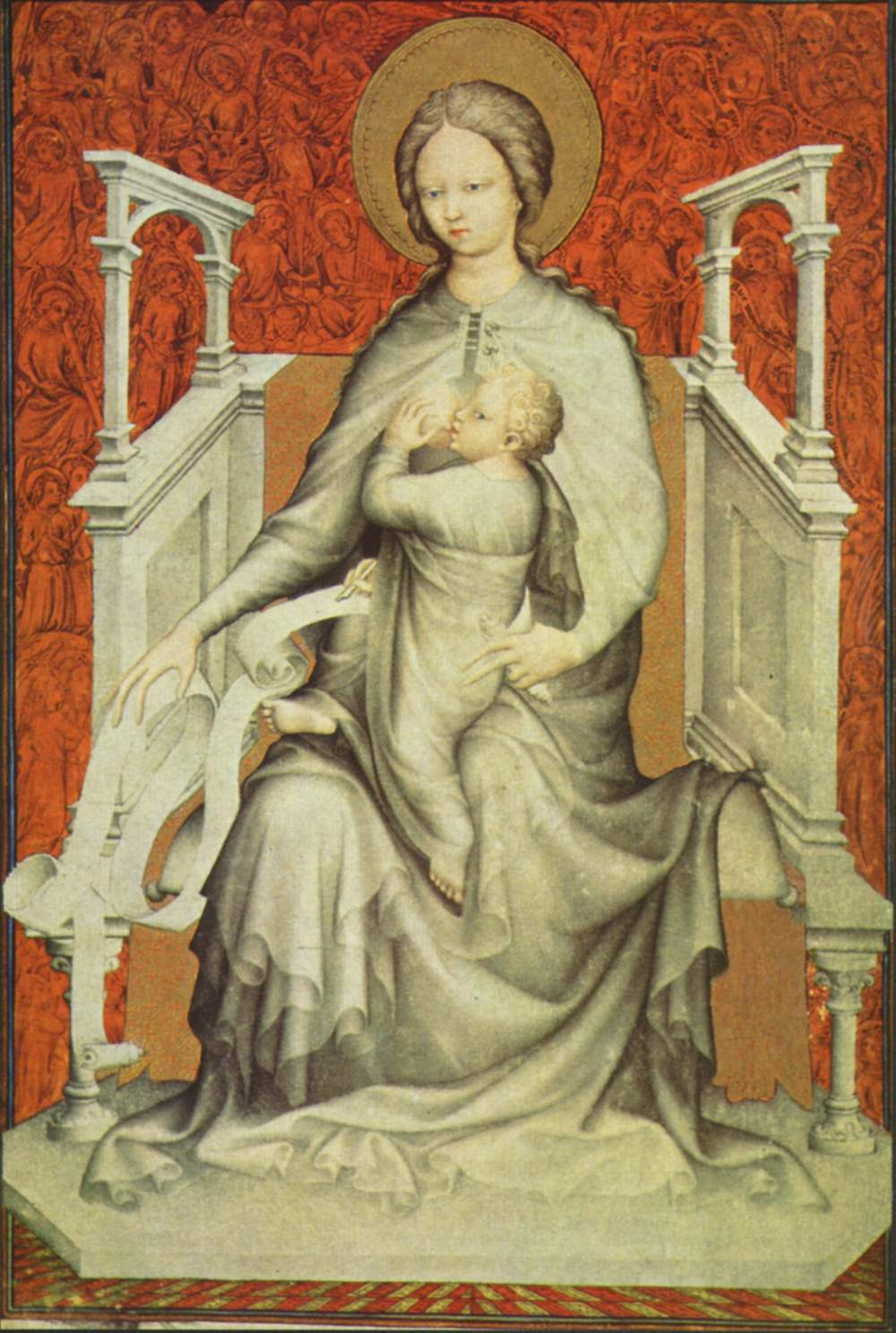
Madonna met kind, Jacquemart de Hesdin (?), Très belles heures - Brussel.

De Très belles heures du duc de Berry is een getijdenboek uit de late 14e eeuw. Het manuscript wordt in de literatuur ook dikwijls Les Heures de Bruxelles genoemd omdat het zich bevindt in de collectie van de Koninklijke Bibliotheek van België in Brussel, waar het gecatalogiseerd is als Ms. 11060.61. Dit handschrift wordt dikwijls verward met de Belles heures du duc de Berry dat zich in New York in het Metropolitan Museum of Art in Cloisters Collection bevindt (Acc.No.54.1.1.), en met de Très belles heures de Notre-Dame in de Bibliothèque nationale de France (Ms. Nouvelle acquisition Latine 3093).

## Beschrijving
Het handschrift bevat 138 perkamenten folia van 275 x 185 mm. Het boek is geschreven in het Latijn. Het tekstblok meet 172 x 112 mm en is geschreven in twee kolommen van 18 lijnen. De teksten zijn versierd met gekleurde en met penwerk versierde initialen van één of twee lijnen hoog. De belangrijke secties krijgen een gehistorieerde initiaal van telkens 4 lijnen hoog. Het handschrift bevat 20 volblad miniaturen en 17 pagina’s met gehistorieerde initialen en (gedeeltelijk) versierde marges.

## Geschiedenis
Een inventaris van Jean de France, duc de Berry uit 1402 vermeldt: 
unes très belles heures, très richement enluminées et ystoriées de la main Jaquemart de Odin, et par les quarrefors des feuillez en plusieurs lieux faictes des armes et devises de monseigneur.
Deze omschrijving klopt waarschijnlijk met dit manuscript en geeft bijgevolg een terminus ante quem van 1402. Sommige kunsthistorici zijn het niet eens met de toewijzing van dit manuscript aan het bewuste item in de inventaris. Niettemin blijkt het vrij duidelijk dat het handschrift is gemaakt voor Jean de Berry of in opdracht van de hertog. Zijn wapens en emblemen, de beer en de zwaan, en de initialen “VE” die in een aantal van zijn andere handschriften terugkeren zijn terug te vinden in de versierde marges van het manuscript. Daarnaast is zijn portret ook terug te vinden in twee van de miniaturen. Jean de Berry heeft tussen 1403 en 1413 het boek waarschijnlijk aan een van de Bourgondische hertogen gegeven, misschien aan Jan zonder Vrees. In 1424 werd het handschrift vermeld in een inventaris van Margaretha van Beieren, de echtgenote van Jan zonder Vrees. Nadien zijn er geen documentaire sporen van het handschrift meer te vinden, maar het is waarschijnlijk de ganse tijd in de Librije van Bourgondië gebleven.

## Inhoud
Het handschrift bevat de volgende onderdelen:
- ff.7v-63v: Getijden van de maagd Maria
- ff 65v-74r: Boetepsalmen
- ff74v-81v: Litanie van alle heiligen
- ff.82v-100v: Kleine uren van het kruis
- ff.10vr-133r: Dodenofficie

Dit is wat de tekst betreft het eenvoudigste handschrift uit de collectie van Jean de Berry. Op de kleine uren van het kruis na bevat het enkel de kernteksten van een getijdenboek. De kalender, die uiteraard ook bij de kernteksten hoort, is waarschijnlijk in de loop der tijden uit het handschrift verwijderd. Het handschrift bevat geen evangelieteksten en ook de gebeden Obsecro te en O intemerata ontbreken.

## Miniaturen
In de tabel hieronder is weergegeven wat de bladgrote miniaturen weergeven en waar in de tekst zij zich bevinden. In de vierde kolom wordt de inhoud gegeven van de gehistorieerde initiaal waarmee de tekst op de tegenoverliggende bladzijde begint.

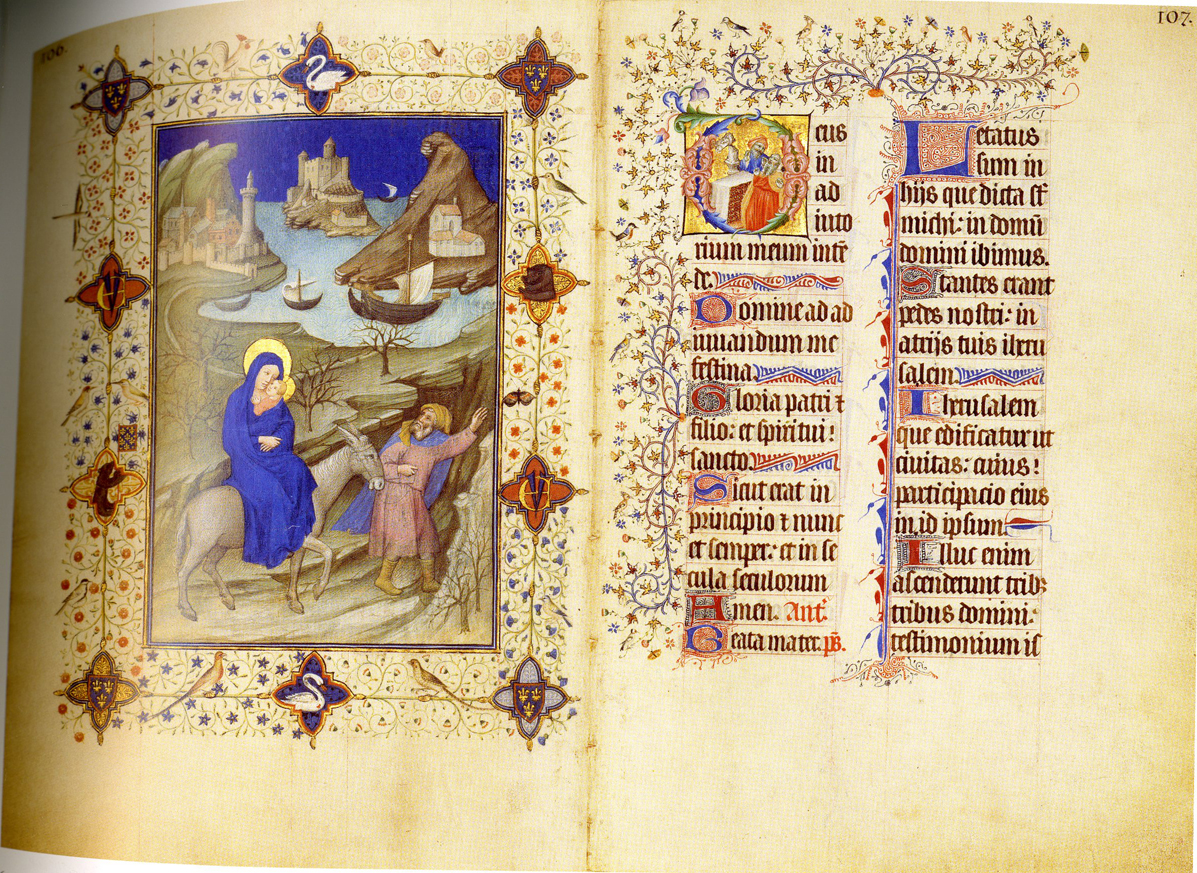
ff.53v-54r De vlucht naar Egypte

| Folium                | Uur       | Miniatuur                                      | Initiaal                                                            |
| --------------------- | --------- | ---------------------------------------------- | ------------------------------------------------------------------- |
| Presentatieminiaturen |           |                                                |                                                                     |
| f5v                   |           | Jean de Berry in gebed tot de Heilige maagd    |                                                                     |
| f6r                   |           | Maria Lactans gezeten op een monumentale troon |                                                                     |
| Mariagetijden         |           |                                                |                                                                     |
| f7v                   |           | Getroonde Maria met het Christuskind           |                                                                     |
| f9v                   | Metten    | Annunciatie                                    | De profeet Jesaja                                                   |
| f27v                  | Lauden    | Visitatie                                      | De profeet Jeremias                                                 |
| f36v                  | Priem     | De geboorte van Christus                       | Mozes en het brandende braambos                                     |
| f41v                  | Terts     | De aankondiging aan de herders                 | Keizer Augustus en de Sibille                                       |
| f45v                  | Sext      | Aanbidding der wijzen                          | De koningin van Sheba bij Salomon                                   |
| f49v                  | None      | Opdracht in de tempel                          | Samuel wordt aan God gewijd                                         |
| f53v                  | Vespers   | Vlucht naar Egypte                             | David met het gebroken beeld                                        |
| f59v                  | Completen | Kroning van de maagd Maria                     | Maria in glorie                                                     |
| Boetepsalmen          |           |                                                |                                                                     |
| f65v                  |           | Majestas Domini                                | Koning David in gebed tot God                                       |
| Kruisgetijden         |           |                                                |                                                                     |
| f82v                  | Metten    | Gevangenneming van Christus en de Judaskus     | Christus wordt na zijn gevangenneming naar de hogepriester gebracht |
| f84v                  | Priem     | Christus voor Pilatus                          | De bespotting van Christus                                          |
| f91v                  | Terts     | Christus wordt gegeseld                        | De doornenkroning van Christus                                      |
| f93v                  | Sext      | Kruisdraging                                   | Christus wordt aan het kruis genageld                               |
| f95v                  | None      | De kruisiging van Christus                     | Jozef van Arimathea vraagt het lichaam van Christus aan Pilatus     |
| f97v                  | Vespers   | Kruisafname                                    | De bewening van Christus                                            |
| f99v                  | Completen | Graflegging                                    | Christus nederdaling ter helle                                      |
| Dodenofficie          |           |                                                |                                                                     |
| f101v                 |           | Een eredienst voor een overledene              | Begrafenis van een monnik                                           |

## Artiesten
De eerste twee van de twintig volbladminiaturen zijn in demigrisaille uitgevoerd. Deze miniaturen staan op een apart bifolium dat aan het handschrift werd toegevoegd, ze werden waarschijnlijk gemaakt voor men aanving met de productie van het handschrift zelf. Er is steeds discussie geweest over de auteur ervan. Door Léopold Delisle werden ze toegeschreven aan Beauneveu een kunstenaar (beeldhouwer en miniaturist) in dienst van de hertog. Conway schrijft precies deze twee miniaturen toe aan Jacquemart omwille van de superieure kwaliteit ten opzichte van het andere bekende werk van Beauneveu en Panofsky aan de jonge Jacquemart de Hesdin die nog sterk onder de invloed zou gestaan hebben van Jan Boudolf en Beauneveu.  Tot op vandaag zijn de kunsthistorici het er niet over eens geraakt wie de auteur is. Een uitgebreide bibliografie hierover kan men vinden bij R.G. Calcins;
De andere achttien miniaturen zijn uitgevoerd in kleur. Ze worden ook aan diverse kunstenaars toegeschreven. Paul Durrieu (1906) schrijft ze toe aan de Boucicaut-meester. alias Jacob Coene, maar Millard Meiss houdt het bij Jacquemart de Hesdin, toeschrijving die vandaag algemeen aanvaard wordt.
De gehistorieerde initialen zijn uitgevoerd door een andere kunstenaar. Hij kreeg de noodnaam van Meester van de Brusselse initialen. Die meester begon zijn carrière op het einde van de veertiende eeuw in een belangrijk atelier in Bologna. Daarna vestigde hij zich in Parijs waar hij zich aanpaste aan de Franse smaak. Anderzijds introduceerde hij de houterige Bolognese figuren en de exuberante marge decoratie die gebruikelijk was in Noord-Italië. Hij werkte in Frankrijk tussen 1400 en 1408, waarna hij terugkeerde naar Italië.